# Uznach
Uznach (toponimo tedesco) è un comune svizzero di 7 014 abitanti del Canton San Gallo, nel distretto di See-Gaster del quale è capoluogo; ha il titolo di città.

## Geografia fisica

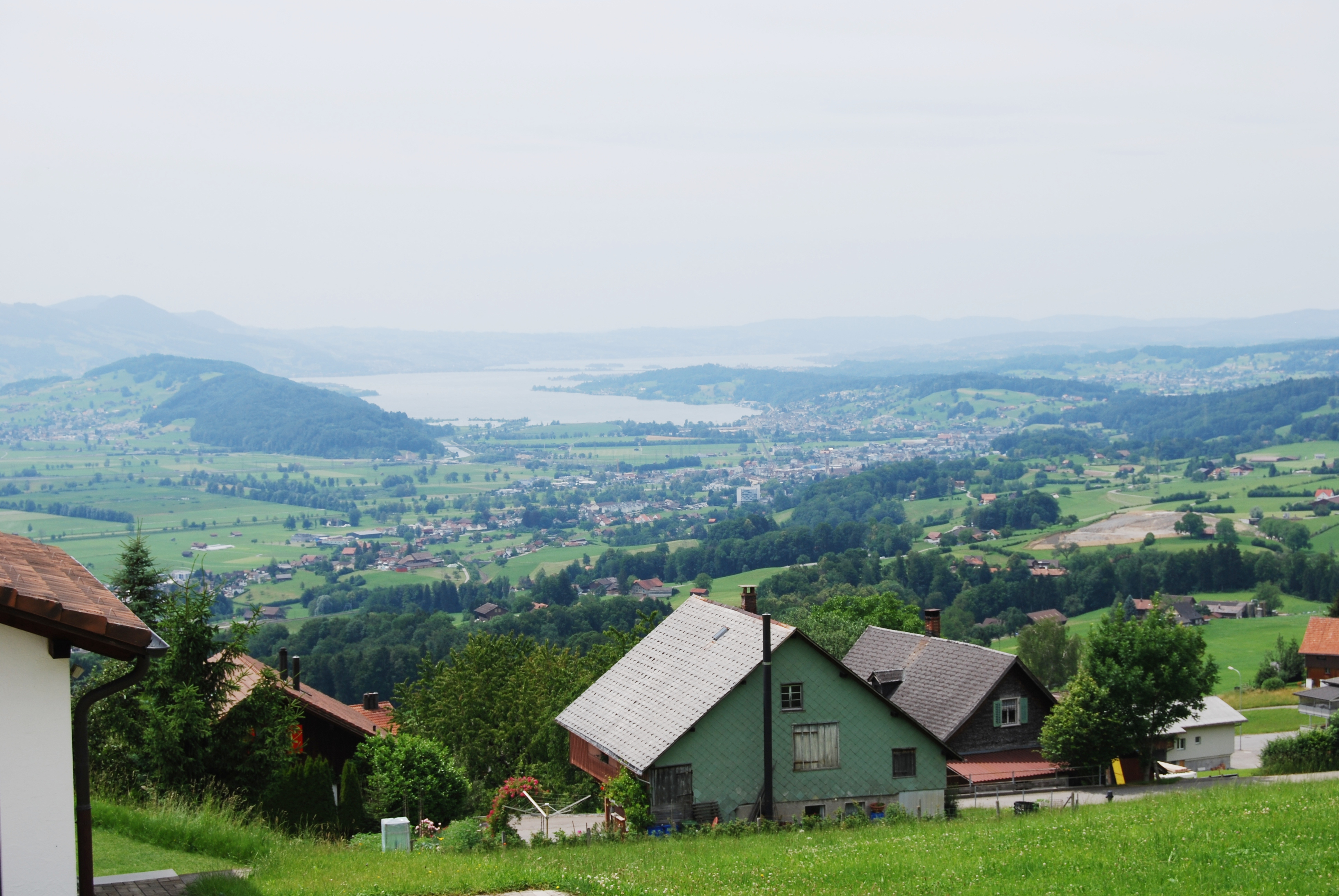
La pianura della Linth con Schmerikon (sulla sponda del lago di Zurigo) e Uznach (nell'entroterra) vista da Rieden

Uznach è situata a pochi chilometri a est dal lago di Zurigo, al margine settentrionale della pianura della Linth, al bivio tra le strade che conducono al lago di Walenstadt e al passo del Ricken verso il Toggenburgo.

## Monumenti e luoghi d'interesse
- Chiesa parrocchiale cattolica della Santa Croce, eretta nel 1494-1505 in luogo della precedente chiesa di San Gallo, attestata dall'856[3];
- Chiesa riformata, eretta nel 1956[3];
- Abbazia di Sankt Otmarsberg, fondata nel 1963, con chiesa conventuale progettata da Herbert Oberholzer e consacrata nel 1988[4].

## Società

### Evoluzione demografica
L'evoluzione demografica è riportata nella seguente tabella:
Abitanti censiti

### Istituzioni, enti e associazioni
In questo comune sorge l'ospedale cantonale Spital Linth.

## Economia
La cittadina è uno dei più importanti centri abitati della piana della Linth e offre molti posti di lavoro grazie alle circa trecento aziende presenti nel comune.

## Infrastrutture e trasporti

### Strade
A poca distanza dal centro si trova l'uscita di Schmerikon sull'autostrada A15, che permette di raggiungere le città di Zurigo e San Gallo; Uznach è inoltre attraversata dalle strade principali 17 e 390.

### Ferrovie

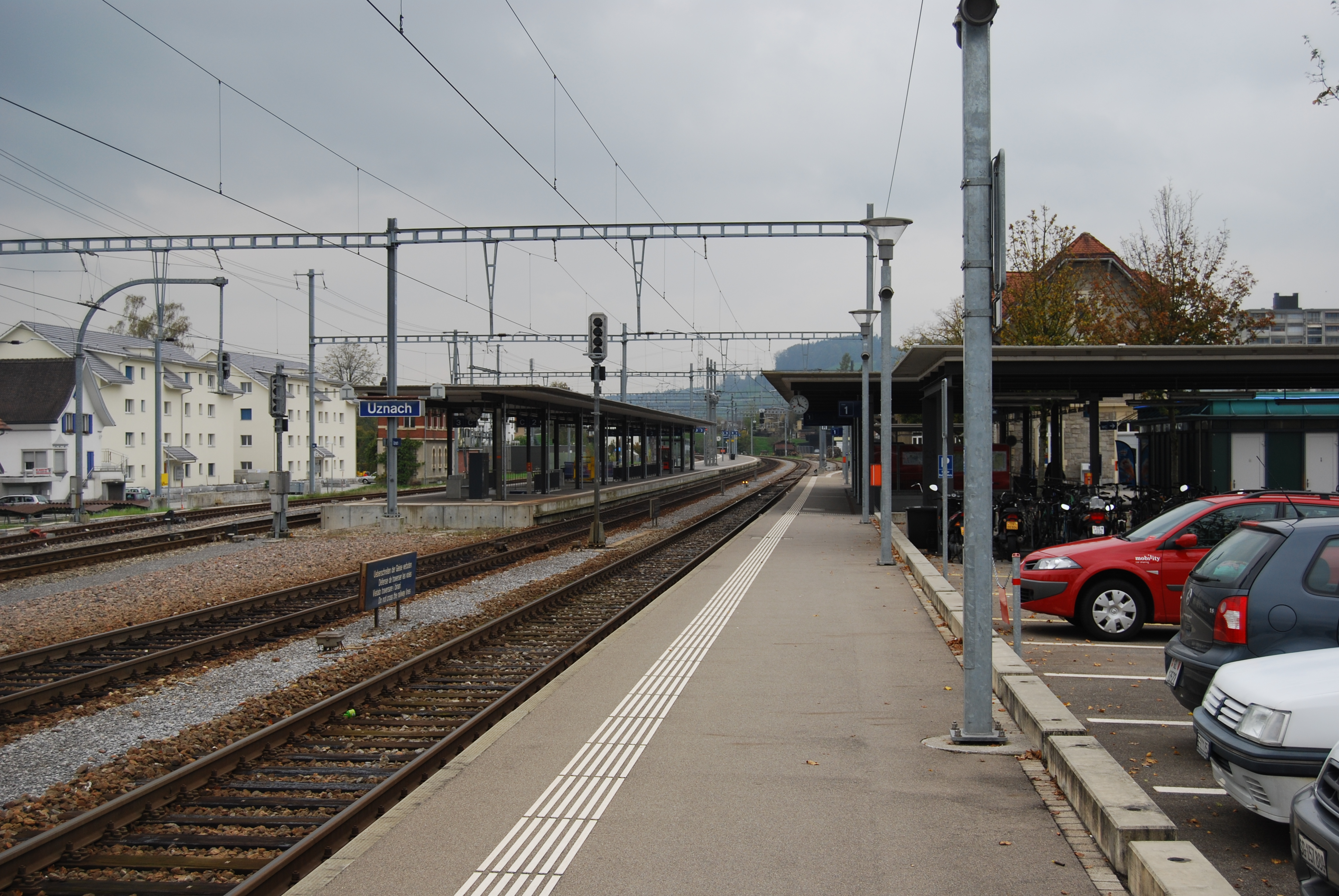
La stazione di Uznach

A Uznach è presente un'importante stazione ferroviaria che serve anche i pendolari provenienti dai comuni limitrofi. Da qui si possono raggiungere Rapperswil-Jona, la costa orientale del lago di Zurigo e la città di San Gallo. In questa stazione ferma anche il Voralpen Express, un treno che collega ogni ora Lucerna a San Gallo. La stazione è situata sulla ferrovia Rapperswil-Ziegelbrücke e da essa si dirama la ferrovia Uznach-Wattwil (linee S4 e S6 della rete celere di San Gallo).